# بوب رينولدز (عازف جاز)
بوب رينولدز (بالإنجليزية: Bob Reynolds)‏ هو عازف جاز أمريكي، ولد في 29 سبتمبر 1977 في موريستاون في الولايات المتحدة.

## وصلات خارجية
- الموقع الرسمي
- بوب رينولدز على موقع ميوزك برينز (الإنجليزية)
- بوب رينولدز على موقع أول ميوزيك (الإنجليزية)
- بوب رينولدز على موقع ديسكوغز (الإنجليزية)